# Yuxi, Chongqing
Yuxi (kinesiska: 玉溪) är en köping i sydvästra Kina. Den ligger i stadsdistriktet Tongnan i storstadsområdet Chongqing, omkring 110 kilometer nordväst om det centrala stadsdistriktet Yuzhong. Antalet invånare är 16 463. Befolkningen består av 8 298 kvinnor och 8 165 män. Barn under 15 år utgör 24,0 %, vuxna 15-64 år 58 %, och äldre över 65 år 16,0 %.